# Norton Hawkfield
Norton Hawkfield är en by i civil parish Norton Malreward, i distriktet Bath and North East Somerset, i grevskapet Somerset, i England. Byn är belägen 15 km från Bath. Norton Hawkfield var en civil parish 1866–1896 när blev den en del av Norton Malreward. Civil parish hade 48 invånare år 1891.